# چیناتسو کیرا
چیناتسو کیرا (انگلیسی: Chinatsu Kira؛ زادهٔ ۵ ژوئیهٔ ۱۹۹۱) بازیکن فوتبال اهل ژاپن است که در تیم‌های ملی فوتبال زیر ۱۷ سال زنان ژاپن و تیم ملی فوتبال زنان ژاپن بازی کرده‌است.